# جورج فیشر (بازیکن فوتبال)
جورج فیشر (انگلیسی: George Fisher; ۱۹ ژوئن ۱۹۲۵ – ۳۰ اوت ۲۰۱۵) بازیکن فوتبال اهل بریتانیا بود.
از باشگاه‌هایی که در آن بازی کرده‌است می‌توان به باشگاه فوتبال ولینگ یونایتد، باشگاه فوتبال میلوال، باشگاه فوتبال فولام، و باشگاه فوتبال کولچستر یونایتد اشاره کرد.